# Anna Sjtsjetinina

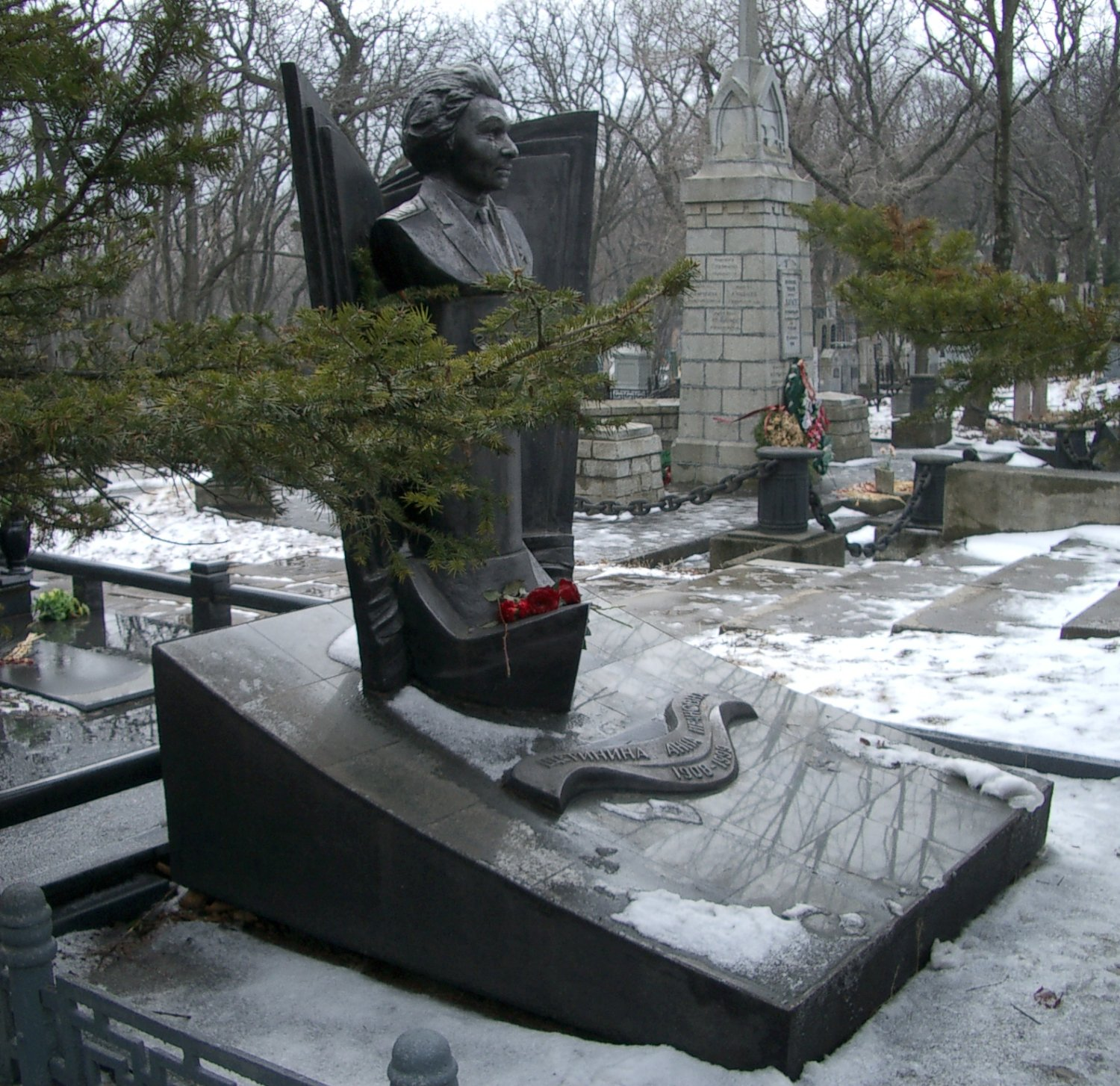
Graf van Anna Sjtsjetinina

Anna Ivanovna Sjtsjetinina (Russisch: Анна Ивановна Щетинина) (oblast Primorje, 26 februari 1908 — Vladivostok, 25 september 1999) was een schipper in de Sovjet handelsvloot.
Anna's vader Ivan Ivanovitsj (1877-1946) was timmerman en spoorwegarbeider in de stad Vladivostok.
In 1925 begon Anna haar studies aan de zeevaartschool in de stad, en na haar afstuderen begon ze te werken bij een scheepsbedrijf op het schiereiland Kamtsjatka, en maakte ze er carrière van gewoon matroos tot de rang van kapitein.
Op haar 24e haalde ze haar diploma vaarbrevet en op haar 27e (in 1935) trok ze internationale aandacht als 's werelds eerste vrouwelijke kapitein van een zeegaand schip, de MV Chavycha, op zijn reis van Hamburg (waar het juist van stapel liep) naar het Russische Verre Oosten, rondom Europe, Afrika en Azië.
Op 20 maart 1938 werd Anna Sjtsjetinina de eerste chef van de visserijhaven van Vladivostok.
Later dat jaar ging ze terug naar school, dit keer aan het Leningrad Scheepvaart Instituut (Ленинградский институт водного транспорта).
Ze nam deel aan de Tweede Wereldoorlog in de Oostzee, waar haar schip mensen evacueerde uit Tallinn en oorlogscargo vervoerde onder vijandelijk vuur.
Later tijdens de oorlog vervoerde ze goederen van de VS naar de havens van het Russische Verre Oosten via de Grote Oceaan.
Na de oorlog was ze als kapitein in dienst bij de "Soviet Baltic Shipping Company". Sinds 1949 doceerde ze aan het "Leningrad Marine Engineering College" (Ленинградское высшее инженерно-морское училище), waar ze in 1951 senior instructeur werd en nog later zelfs decaan van het departement Scheepvaart. In 1956 werd ze bekroond met de titel van universitair hoofddocent.
Anna Ivanovna Sjtsjetinina werd gelauwerd met de medaille van Held van de Socialistische Arbeid (1978), een van de twee hoogste onderscheidingen in de Sovjet-Unie. Ze werd ook onderscheiden als "Geëerd Werker van de Handelsmarine" (Почетный работник Морского флота), als ereburger van Vladivostok, als erelid van de International Federation of Shipmasters' Associations (IFSMA). Ze kreeg ook tweemaal de onderscheiding Orde van Lenin.
Ze schreef een boek getiteld "Over de zeeën en oceanen" (На морях и за морями), en zodoende werd ze ook aanvaard als lid van de Russische vereniging van schrijvers.
Een monument ter ere van Anna Sjtsjetinina werd opgericht op het oude maritiem kerkhof van Vladivostok. Op 20 oktober 2006 werd de Kaap Sjtsjetinina aan de kustlijn van de Amoerbaai in de Japanse Zee vernoemd naar haar.